# 722
722 (DCCXXII) fue un año común comenzado en jueves del calendario juliano, en vigor en aquella fecha.

## Acontecimientos
- Batalla de Covadonga - Se consolida un territorio sin presencia musulmana entre el oriente de Asturias y el occidente de Cantabria, en el norte de España, conocido como el reino de Asturias.
- Aproximadamente en este año concluye el reinado de Mercurios en Makuria.

## Nacimientos
- Fruela, rey de Asturias.

## Fallecimientos
- Táriq ibn Ziyad, militar bereber.